# Roijer
Roijer is een geslacht dat sinds 1580 gevestigd was te Zwolle, vanaf 1638 juristen en vervolgens bestuurders leverde.

## Geschiedenis
De stamreesk begint met Jan Martens (Roeijer) die, mogelijk afkomstig uit Tiel, in 1580 burger van Zwolle werd. Zijn kleinzoon mr. Willem Roijer († 1676) werd in 1638 beëdigd als advocaat in Overijssel en was de eerste van een lange reeks van juristen in de familie; hij werd tevens burgemeester van Zwolle en daarmee de eerste bestuurder van het geslacht.

## Enkele telgen
Mr. Willem Roijer († 1676), advocaat, burgemeester van Zwolle
- Eeltje Roijer (1646-1727); trouwde Albertus Greven (1653-1733), burgemeester van Zwolle, telg uit het geslacht Greven
- Mr. Hendrik Roijer (1654-1731), advocaat, burgemeester van Zwolle
  - Mr. Hendrik Roijer (1715-1783), advocaat, secretaris van Zwolle
    - Mr. Wilhelm Roijer (1741-1814), burgemeester van Zwolle
    - Mr. Georg Roijer (1747-1839), secretaris van Zwolle, president van de Rechtbank van Eersten Aanleg te Zwolle
      - Mr. Willem Henrik Roijer (1789-1807), rijksadvocaat en notaris te Zwolle, lid Provinciale Staten van Overijssel
        - Georg Roijer (1817-1871), kapitein-ter zee
          - Bonne Elisabeth Roijer (1847-1927); trouwde in 1870 met jhr. Dirk de Graeff van Polsbroek (1833-1916), diplomaat

        - Mr. Carel Berend Hendrik Roijer (1822-1848), adjunct-rijksadvocaat te Zwolle
        - Wilhelm Roijer (1822-1859), koopman
          - Mr. Willem Henrik Roijer (1854-1926), president Arrondissements-Rechtbank te Zwolle
          - Carel Berend Hendrik Roijer (1856-1915), notaris te Zwolle
            - Joannes Petrus Roijer (1882-1962), burgemeester van Hasselt
            - Reiniera Johanna Roijer (1887-1987); trouwde in 1910 met Jan Isaac Cordes (1884-1974), burgemeester
            - Dr. Georg Roijer (1889-1959), dirigerend geneesheer van de Nederlands Hervormde Diaconessen Inrichting te Amsterdam
              - Mr. Sjoerd Royer (1929-2019), jurist, president van de Hoge Raad der Nederlanden

      - Mr. Balthasar Rutger Roijer (1793-1878), notaris en wethouder te Zwolle, lid Provinciale Staten van Overijssel
        - Mr. Georg Roijer (1824-1908), rijksadvocaat te Zwolle
        - Jan Jacob Roijer (1827-1877), notaris te Zwolle
          - Mr. Balthasar Rutger Roijer (1861-1938), advocaat-generaal Gerechtshof te 's-Gravenhage
          - Bartholomeus Willem Anne Eliza Roijer (1864-1921), notaris te Zwolle
          - Emma Constante Roijer (1868-1922); trouwde in 1891 met Jan Theodorus Constant Viruly (1860-1917), burgemeester

Geslachten die opgenomen zijn in het sinds 1910 verschijnende genealogische naslagwerk Nederland's Patriciaat. Lijst volgens opgave van het CBG Centrum voor familiegeschiedenis.
A · B · C · D · E · F · G · H · I · J · K · L · M · N · O · P · Q · R · S · T · U · V · W · Y · Z